# Jelshøj
Jelshøj est une colline de la ville danoise d’Århus. À 128 mètres d'altitude, son sommet est le plus haut point des environs ; un observateur possède de ce point une vue imprenable sur Århus, sur la péninsule de Djursland, et sur l'île de Samsø.
Le sommet de la colline est dominé par une installation datant de l’âge du bronze. Un monticule à 120 mètres d'altitude était l'endroit approprié pour enterrer les souverains locaux telle qu'était la coutume il y a environ 3 000 ans. C'est ainsi que ce monticule faisant office de sépulture a augmenté l'altitude de Jelshøj de 8 mètres.
La colline de Jelshøj a souvent accueilli la caravane du Tour du Danemark cycliste.